# 小牧市立北里小学校
小牧市立北里小学校（こまきしりつ きたさとしょうがっこう）は、愛知県小牧市にある市立小学校。

## 沿革
- 1908年（明治41年）
  - 2月1日 - 北里第一尋常小学校と北里第二尋常小学校が統合され北里尋常小学校として創立。
  - 3月26日 - 北里尋常高等小学校に改称。
- 1921年（大正10年）4月11日 - 北里村立実業学校に改称。
- 1922年（大正11年）11月 - 北里実業補習学校に改称。
- 1936年（昭和11年）2月1日 - 校歌決定。（作詞：加藤鍬三郎、作曲：河野信一）[1]
- 1941年（昭和16年）4月1日 - 北里国民学校に改称。
- 1947年（昭和22年）4月1日 - 北里村立北里小学校に改称。
- 1960年（昭和35年）6月23日 - 新たに校歌（チャイムの調べ）が制定。（作詞：岩田院、作曲：鈴木佐太郎）[2]
- 1963年（昭和38年）9月1日 - 小牧市立北里小学校に改称。大字薬師寺は西春日井郡師勝町へ編入。
- 1975年（昭和50年）4月1日 - 小牧市立小木小学校が校区分離。（小木・とみづか団地）
- 1976年（昭和51年）4月1日 - 藤島団地が小木小に編入。

## 通学区域
- 小針1 - 3丁目、多気東町、多気南町、多気西町、多気北町、多気中町、藤島町（居屋敷・鏡池・五才田・出口・徳願寺・中島・梵天・向江）、小木南1丁目（一部）・2丁目（一部）、下小針中島1 - 3丁目、下小針天神1 - 3丁目、外堀1丁目（一部）・2 - 4丁目、郷中1 - 2丁目、小木東2丁目（一部）・3丁目（一部）、川西3丁目、市之久田一1 - 2丁目[3]

## 交通
- こまき巡回バス　JA北里支店前停留所下車、徒歩2-3分

## 周辺
- 小牧市立北里保育園
- JA尾張中央北里支店
- 小牧市北里市民センター
  - 小牧市役所北里支所
  - 小牧消防署南支署
  - 小牧市立図書館北里市民センター図書室
  - 児童館
- 小牧北里郵便局
- 小牧市立北里中学校 - 進学先中学校
- テクノワシノ 本社工場
- 国道41号
- 名古屋高速11号小牧線